# (3596) Meríones
(3596) Meríones es un asteroide que forma parte de los asteroides troyanos de Júpiter y fue descubierto por Poul Jensen y Karl A. Augustesen desde el Observatorio Brorfelde, cerca de Holbæk, Dinamarca, el 14 de noviembre de 1985.

## Designación y nombre
Meríones fue designado al principio como 1985 VO.
Más adelante, en 1987, se nombró por Meríones, un personaje de la mitología griega.

## Características orbitales
Meríones orbita a una distancia media de 5,163 ua del Sol, pudiendo alejarse hasta 5,545 ua y acercarse hasta 4,781 ua. Tiene una excentricidad de 0,07395 y una inclinación orbital de 23,54 grados. Emplea 4285 días en completar una órbita alrededor del Sol.

## Características físicas
La magnitud absoluta de Meríones es 9,2 y el periodo de rotación de 12,96 horas.